# 近衛忠房
近衛忠房（1838年9月24日—1873年7月16日），是江戶時代後期的公卿；也是攝家之一的近衛家當主；貴族院議長近衛篤麿的父親與日本內閣總理大臣近衛文麿的祖父。

## 生涯
近衛忠房在天保九年（1838年）出生，是父母近衛忠熙和島津興子（島津齊宣女）的次子。弘化四年（1847年）敘從五位上，歷任左近衛權少將與左近衛權中將，在次年（弘化五年；1848年）昇敘從三位，位列公卿。
及後他也擔任過權中納言、權大納言及踏歌節會外弁；文久二年（1862年）擔任國事御用掛，同年也出任右馬寮御監與近衛左大將。
近衛忠房反對尊王攘夷，在文久三年（1863年）的八月十八日政變他亦參與其中，其後就任內大臣。三年後的第二次長州征討中，他在幕府的迫使下擔當了薩摩藩和長州藩的中間人。
慶應三年（1867年），他辭任擔當不夠兩個月的左大臣，到明治六年（1873年）先於父親逝世，享年34歲。